# Salaryman Kintarō (film)
Pour plus de détails, voir Fiche technique et Distribution.
Salaryman Kintaro (サラリーマン金太郎, Sararīman Kintarō) est un film réalisé par Takashi Miike et adapté du manga homonyme de Hiroshi Motomiya publié depuis 1994. Sorti le 13 novembre 1999 au Japon, le film est produit par Morihiro Kodama, Mitsunori Morita et Kazuya Hamana.

## Fiche technique
- Titre : Salaryman Kintaro
- Titre original : サラリーマン金太郎, Sararīman Kintarō
- Réalisation : Takashi Miike
- Production : Morihiro Kodama, Mitsunori Morita et Kazuya Hamana
- Scénario : Kenji Nakazono et Naoko Harada d'après un manga de Hiroshi Motomiya
- Musique : Kōji Endō
- Photographie : Hideo Yamamoto (ja)
- Montage : Yasushi Shimamura
- Assistant réalisateur : Bunmei Katō
- Studio de production : Tо̄hо̄
- Durée : 110 minutes
- Pays d'origine : Japon

## Doublage
- Katsunori Takahashi : Kintaro Yajima
- Yōko Saito : Misuzu Suenaga
- Kanako Enomoto : Mimi Suenaga
- Chinosuke Shimada : Ryota Yajima
- Masahiko Tsugawa : Ryunosuke Yamato
- Shuichiro Moriyama : Genzo Oshima
- Taisaku Akino : Yusaku Kurokawa
- Tsutomu Yamazaki : Yozo Igo
- Yōko Nogiwa : Kayo Nakamura
- Michiko Hada : Masumi Nakamura
- Toshiaki Megumi : Ichiro Maeda
- Miki Mizuno : Hitomi Aihara
- Masanobu Katsumura : Masakazu Tanaka
- Naoki Hosaka : Takatsukasa
- Shingo Yamashiro : Seishiro Tanioka
- Hiromasa Taguchi : Fumihiko Handa
- Satoshi Uzaki : Tadashi Shiina